# Leite, Tosto e Barros
Leite, Tosto e Barros Advogados Associados é um escritório de advogados. O escritório foi fundado por Ricardo Tosto e sócios em 1991. A sede do escritório localiza-se em SP Itaim Bibi, e possui outros dois escritórios em Brasília e Rio de Janeiro.
Entre seus clientes estão a Embratel, TAM, Grupo Schahin, Grupo Eucatex, a Alcatel, a Avon Cosméticos, Cetenco Engenharia, Odebrecht e Coca Cola. Grupo Votorantim.